# オレクサンドル・ドランバエフ
オレクサンドル・オレクサンドロヴィッチ・ドランバエフ（Oleksandr Oleksandrovych Drambayev ウクライナ語: Олександр Олександрович Драмбаєв, 2001年4月21日 - ）は、ウクライナ・ザポリージャ州ザポリージャ出身のサッカー選手。ベルギー・ファースト・ディビジョンA・SVズルテ・ワレヘム所属。ポジションはDF。

## クラブ経歴
10歳の時に地元のFCメタルルフ・ザポリージャのユースチームに入団し、2018年にFCシャフタール・ドネツクのユースに加入。2020年にトップチームに昇格するも、翌年1月にFCイリチヴェツ・マリウポリへのローン移籍が決定。2月14日のFCオレクサンドリーヤ戦でプロデビュー。
2022年7月1日、SVズルテ・ワレヘムへの1年間のローン移籍が発表。8月6日のクラブ・ブルッヘ戦でプロ初ゴールを決めた。

## 代表歴
2019年から、各ユース世代のウクライナ代表でプレーしている。